# Pepe (nogometaš)
Képler Laveran Lima Ferreira (Maceió, 26. veljače 1983.), poznatiji kao Pepe, bivši je portugalski nogometaš. Svoju nogometnu karijeru je započeo u Corinthiansu, lokalnim timom. Upravo tamo je dobio nadimak Pepe.
Iako je imao poteškoća u prilagođavanju na otoku Madeiri, gdje ga je uhvatila nostalgija, Pepe je brzo napredovao. Njegov uspon kroz Marítimo nije prošao nezapaženo jer ga je primijetio jedan od europskih nogometnih divova Porto. 
Međutim Pepe se odlučio za Porto u kojem je poslije odlaska Mourinha i dolaska Co Adriaansea dostiže svoju potpunu afirmaciju. U Real Madrid prelazi 2007.

## Klupska karijera

### Marítmo
Pepe je zajedno sa suigračem iz Corinthiansa Alagoanoa, sa samo 18 godina potpisao za portugalskog prvoligaša Marítimo. Svoju prvu sezonu u Portugalu proveo je u B momčadi Marítima.
U sezoni 2002./03. Pepe nastupa za prvu momčad Marítima na više pozicija od zadnjeg veznog, do polušpice. Iduće sezone je dobio dopuštenje kluba da ode na probu u Sporting, Pepe je prošao probu, ali se dva kluba nisu mogla dogovoriti oko odštete, pa je Pepe ipak ostao u Marítimu i pomogao klubu da osigura nastup u kupu Uefa za iduću sezonu.

### Porto
Tijekom ljeta 2004., Pepe je potpisao za Porto u transferu vrijednom oko 1 milijun eura, put Maritima su iz Porta otišli Tonel, Evaldo, and Antonielton Ferreira. A dogovor je bio da će Maritimu od idućeg transfera ići 20%.
U prvoj sezoni Pepe je korišten kao zamjena dvojici veterana Pedru Emanuelu, Jorgeu Costi. Ipak u nadolazećim sezonama pod vodstvom Co Adriaansea Pepe dobiva više prilika i iskazuje sav svoj potencijal.

### Real Madrid
Dana 10. srpnja 2007. Pepe potpisuje ugovor s Realom, u transferu vrijednom 30 milijuna eura. 
Tijekom sezone 2008./09. Pepe je bio stalno ozljeđivan, 21. travnja 2009. je zbog namjernog udaranja protivničkog igrača kažnjen s deset utakmica suspenzije.
Tijekom sezone 2009./10. Pepe se vratio u početnu jedanaestorku i u utakmici sa Sevillom zabio svoj previjenac za Real. 12. prosinca u utakmici protiv Valencije je iznešen s terena, poslije se saznalo da ima rupturu desnog koljena, zbog kojeg je u pitanje doveo nastup na SP.
Na početku sezone 2010./11. doveden je Ricardo Carvalho s kojim će Pepe činiti portugalski stoperski tandem kraljevskog kluba. Za trenera je postavljen Mourinho. Na početku jeseni pojavile su se neke glasine da Pepe želi napustiti Real, navodno da je nezadovoljan sa svojih 1,8 milijuna eura godišnje plaće. U igri je bila i ponuda Chelsea koji je tražio zamjenu za Carvalha.

### Beşiktaş
U srpnju 2017. je Pepe stigao kao slobodan igrač u istanbulski Beşiktaş JK. U turskom klubu je rođeni Brazilac potpisao na dvije godine.

## Reprezentacija
Pepe nikada nije predstavljao Brazil u nijednoj kategoriji, pa je u kolovozu 2007. dobio Portugalsko državljanstvo, a 30-og biva pozvan da igra za Portugalsku reprezentaciju.
Debitirao je 21. studenog 2007. u utakmici protiv Finske. Prvijenac je zabio protiv Turske u grupi na EP 2008.
Izbornik Portugala ga je tijekom kvalifikacija za SP u Južnojafrici koristio na poziciji zadnjeg veznog, no nakon njegove teške ozljede koljena dok je nastupao za klub, igranje na SP je bilo pod upitnikom. Ipak Pepe je nastupio u dvije utakmice, protiv Brazila i Španjolske.
Portugalski nogometni izbornik objavio je u svibnju 2016. popis za nastup na Europskom prvenstvu u Francuskoj, na kojem se nalazio Pepe.
Na Konfederacijskom kupu u 2017. godini, Pepe je zabio svoj peti pogodak za reprezentaciju u duelu za treće mjesto protiv Meksika.

## Statistika
| Klub              | Sezona            | Liga    | Liga   | Kup     | Kup    | Europa  | Europa | Ukupno  | Ukupno |
| Klub              | Sezona            | Nastupi | Golovi | Nastupi | Golovi | Nastupi | Golovi | Nastupi | Golovi |
| ----------------- | ----------------- | ------- | ------ | ------- | ------ | ------- | ------ | ------- | ------ |
| Marítimo          | 2001. – 02.       | 4       | 0      | 0       | 0      | 0       | 0      | 4       | 0      |
| Marítimo          | 2002. – 03.       | 29      | 2      | 1       | 0      | –       | –      | 30      | 2      |
| Marítimo          | 2003. – 04.       | 30      | 1      | 2       | 0      | –       | –      | 32      | 1      |
| Marítimo          | Ukupno            | 63      | 3      | 3       | 0      | 0       | 0      | 66      | 3      |
| Porto             | 2004. – 05.       | 15      | 1      | 1       | 0      | 5       | 0      | 21      | 1      |
| Porto             | 2005. – 06.       | 24      | 1      | 4       | 0      | 5       | 2      | 33      | 3      |
| Porto             | 2006. – 07.       | 25      | 4      | 1       | 0      | 8       | 0      | 34      | 4      |
| Porto             | Ukupno            | 64      | 6      | 6       | 0      | 18      | 2      | 88      | 8      |
| Real Madrid       | 2007. – 08.       | 19      | 0      | 0       | 0      | 3       | 0      | 22      | 0      |
| Real Madrid       | 2008. – 09.       | 26      | 0      | 0       | 0      | 3       | 0      | 29      | 0      |
| Real Madrid       | 2009. – 10.       | 11      | 1      | 1       | 0      | 6       | 0      | 18      | 1      |
| Real Madrid       | 2010. – 11.       | 10      | 1      | 1       | 0      | 4       | 0      | 14      | 1      |
| Real Madrid       | Total             | 66      | 2      | 2       | 0      | 16      | 0      | 86      | 2      |
| Ukupno u karijeri | Ukupno u karijeri | 193     | 11     | 11      | 0      | 34      | 2      | 238     | 13     |

## Trofeji

### Real Madrid
- Kup kralja (2): 2011., 2014.
- La Liga (2): 2007./08., 2011./12.
- Španjolski superkup (2): 2008., 2012.
- Liga prvaka (2): 2014., 2016.
- UEFA Superkup (1): 2014.

## Vanjske poveznice
- Goal.com  Arhivirana inačica izvorne stranice od 9. ožujka 2009. (Wayback Machine) profil
- Profil na službenoj stranici Reala
- Statistika[neaktivna poveznica]